# Timoféi Mozgov
Timoféi Pávlovich Mozgov (en ruso: Тимофе́й Па́влович Мозго́в, nacido el 16 de julio de 1986 en Krasnodar, Rusia) es un exjugador de baloncesto ruso. Con 2,16 metros de estatura, jugaba en la posición de pívot.

## Trayectoria deportiva

### Europa
Mozgov comenzó su carrera profesional en el LenVo St. Petersburg, de la segunda división rusa, durante la temporada 2004-05. En 2006 fichó por el CSK VVS-2 Samara, el segundo equipo de Samara. Antes de la campaña 2006-07 firmó por el BK Jimki, donde jugó hasta la temporada 2009-10. En su última temporada en el Jimki promedió 6 puntos y 4 rebotes en 13 minutos por encuentro.

### NBA
El 10 de julio de 2010, Mozgov firmó un contrato de tres años y 9.7 millones de dólares con New York Knicks de la NBA.
El 22 de febrero de 2011, es traspasado a Denver Nuggets en un intercambio entre 3 equipos.
Tras cuatro años en Denver, el 7 de enero de 2015 se anuncia su traspaso a los Cleveland Cavaliers. En su segunda temporada en Clevelans, se convierte en Campeón de la NBA siendo el pívot suplente.
El 8 de julio de 2016, firma un contrato de 4 años y $64 millones con Los Angeles Lakers.
Tras un año en los Lakers, la noche del draft de la NBA de 2017 fue traspasado junto con D'Angelo Russell a Brooklyn Nets a cambio de Brook Lopez y la elección 27, Kyle Kuzma.
Después de una temporada en Brooklyn, el 20 de junio de 2018, Mozgov fue traspasado, junto con dos futuras elecciones del Draft, a los Charlotte Hornets a cambio de Dwight Howard. Pero al día siguiente fue traspasado a Orlando Magic.
El 6 de julio de 2019, Mozgov fue cortado por los Magic, tras un año y sin haber jugado un solo partido debido a una lesión de rodilla.

### Rusia
El 31 de julio de 2019, Mozgov firma un contrato de un año con el BC Khimki de la VTB United League rusa.
El 25 de diciembre de 2021, firma por el Runa Basket Moscow de la Superliga de Baloncesto de Rusia, la segunda división del país.

## Estadísticas de su carrera en la NBA
|  | Denota temporadas en las que ganó un Campeonato de la NBA |

### Temporada regular
| Año     | Equipo      | PJ  | PT  | MPP  | %TC  | %3P  | %TL  | RPP | APP | ROB | TPP | PPP  |
| ------- | ----------- | --- | --- | ---- | ---- | ---- | ---- | --- | --- | --- | --- | ---- |
| 2010-11 | New York    | 34  | 14  | 13.5 | .464 | .000 | .705 | 3.1 | .4  | .4  | .7  | 4.0  |
| 2010-11 | Denver      | 11  | 0   | 6.0  | .524 | .000 | .750 | 1.5 | .0  | .1  | .2  | 2.5  |
| 2011-12 | Denver      | 44  | 35  | 15.6 | .526 | .000 | .684 | 4.1 | .5  | .3  | 1.0 | 5.4  |
| 2012-13 | Denver      | 41  | 1   | 8.9  | .506 | .000 | .769 | 2.6 | .2  | .1  | .4  | 2.6  |
| 2013-14 | Denver      | 82  | 30  | 21.6 | .523 | .167 | .754 | 6.4 | .8  | .3  | 1.2 | 9.4  |
| 2014-15 | Denver      | 35  | 35  | 25.6 | .504 | .333 | .733 | 7.8 | .5  | .4  | 1.2 | 8.5  |
| 2014-15 | Cleveland   | 46  | 45  | 25.0 | .590 | .000 | .787 | 6.9 | .8  | .4  | 1.2 | 10.6 |
| 2015-16 | Cleveland   | 76  | 48  | 17.4 | .565 | .143 | .716 | 4.1 | .5  | .3  | 1.0 | 6.3  |
| 2016-17 | L.A. Lakers | 54  | 52  | 20.4 | .515 | .000 | .808 | 4.9 | .8  | .3  | .6  | 7.4  |
| 2017-18 | Brooklyn    | 31  | 13  | 11.6 | .559 | .222 | .767 | 3.2 | .4  | .2  | .4  | 4.2  |
| Total   | Total       | 454 | 273 | 18.0 | .535 | .190 | .738 | 4.9 | .6  | .3  | .8  | 6.8  |

### Playoffs
| Año   | Equipo    | PJ | PT | MPP  | %TC  | %3P  | %TL  | RPP | APP | ROB | TPP | PPP  |
| ----- | --------- | -- | -- | ---- | ---- | ---- | ---- | --- | --- | --- | --- | ---- |
| 2012  | Denver    | 7  | 5  | 14.1 | .480 | .000 | .500 | 3.3 | .4  | .3  | .9  | 4.0  |
| 2015  | Cleveland | 20 | 20 | 26.5 | .500 | .000 | .790 | 7.3 | .7  | .4  | 1.8 | 10.6 |
| 2016  | Cleveland | 13 | 0  | 5.8  | .400 | .000 | .750 | 1.6 | .2  | .2  | .2  | 1.2  |
| Total | Total     | 40 | 25 | 17.6 | .489 | .000 | .763 | 4.8 | .5  | .3  | 1.1 | 6.4  |

## Selección nacional
Mozgov ha debutado con la selección de baloncesto de Rusia y disputó el EuroBasket 2009 y el Campeonato Mundial de Baloncesto de 2010, en el que promedió 13 puntos en 9 partidos.
Luego fue bronce en el EuroBasket 2011 y en los Juegos Olímpicos de 2012.